# 猛士917
猛士917是东风汽车集团有限公司旗下猛士科技于2023年推出的全尺寸豪华运动型多用途车。该车为猛士智能越野架构M TECH的车型并于2023年8月在成都车展正式上市，共有增程和纯电两款车型。